# Тарпош (албум)
Тарпош је назив трећег албума Биље Крстић и оркестра Бистрик. Објавила га је издавачка кућа ПГП РТС 2006. у Србији, а немачка издавачка кућа Intution Shot Music 2007. на иностраном тржишту.

## Опис
| „                                           | Традиционална музика народа који живе на Балкану има посебне карактеристике. Вуче корене из античке Грчке. Током многих векова примала је утицаје истока и запада а ипак задржала своју оригиналност јер су и ритмови и мелодије остали чврсто везани за традицију извођења. Текст, мелодија, ритам, делови ове живе фолклорне традиције прожимају се и данас стварајући нове форме и облике. Ту лежи лепота стила и израза. Спајањем народног певања и пуног оркестарског звука, оживели смо песме које имају целовиту причу, и све балканско ставили под једну капу – Тарпош. Песме се љуљају у кочији, трче пољем, миришу на дуње, тугују за драгим. Оне су једноставне и тешке, раскошне и љупке као и Тарпош – највећа женска капа на свету са наших простора. Тарпош постоји и данас али само у народним ношњама Србије, Бугарске, Румуније, Турске, Мађарске... на подручју балканских земаља. Звучно, овај облик традиције је карактеристика нашег простора и потпуно се разликује од оног, у овом тренутку најпопуларнијег – музике дувачких оркестара која је новијег датума. | ” |
| — Биља Крстић о албуму Тарпош, 2006. године | |   |

## Песме
- Јана и Турчин
- Нишну се звезда
- Дуње и јабуке
- Изгрејала сјајна месечина
- Кочија се љуља
- Мартун сипилона
- Облагале се девет овчара
- Дошао сам да те видим
- Пурим, пурим
- Јано севдалино
- Ситна књига на жалости
- Дуње и јабуке (а капела)